# 北塞浦路斯護照

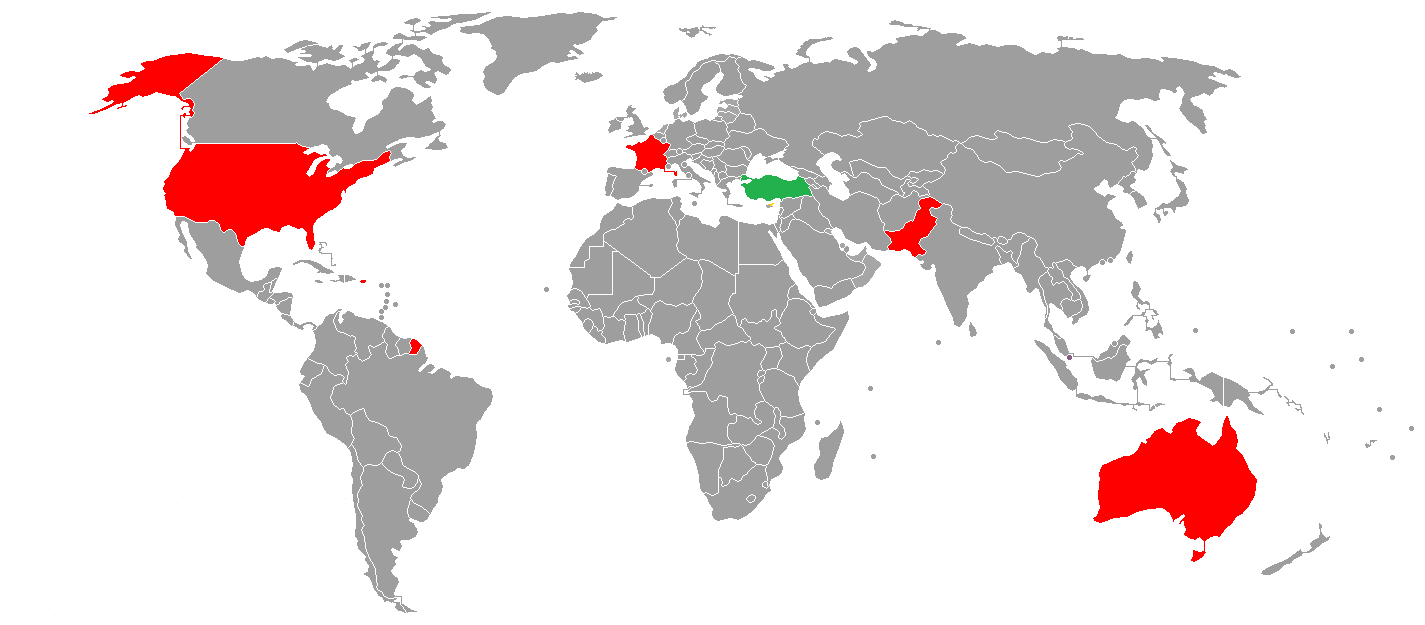
北塞浦路斯公民簽證要求：
北塞浦路斯
免簽證或落地簽證
需要簽證
不接受北塞浦路斯護照
----
更多详细信息： 北塞浦路斯公民签证要求

北塞浦路斯护照（土耳其語：Kuzey Kıbrıs Türk Cumhuriyeti pasaportu）是北塞浦路斯土耳其共和國發出予北塞浦路斯公民的旅行證件。由於在國際社會上普遍都不認同北塞浦路斯的獨立。北塞浦路斯护照只有安圭拉、巴基斯坦、 坦桑尼亚、土耳其和美国承認。因此，北塞浦路斯人也同時會申請土耳其护照前往其他不承認北塞浦路斯的國家。
在1994年前，所有北塞浦路斯護照持有人進入英国會因為未确认護照資訊而誤認為土耳其护照。许多库尔德人和其他持不同政见者以高价購買北塞浦路斯护照，並以該護照進入英國和向英國尋求庇护。

## 参看
- 北塞浦路斯公民签证要求
- 北塞浦路斯簽證政策
- 塞浦路斯护照
- 土耳其护照